# Giovanni Battista Bachelet
Giovanni Battista Bachelet (Roma, 3 maggio 1955) è un fisico e politico italiano.

## Biografia
È figlio del giurista Vittorio Bachelet, assassinato dalle Brigate Rosse.

### Carriera accademica
Dopo elementari e medie all’Istituto Marcantonio Colonna dei Fratelli cristiani d'Irlanda e le superiori al Liceo ginnasio statale Terenzio Mamiani, si è laureato in fisica alla Sapienza con 110 e lode e ha poi insegnato e fatto ricerca in Italia, alla Scuola Normale di Pisa e all'Università di Trento, negli Stati Uniti, presso i Bell Laboratories di Murray Hill, nel New Jersey, e in Germania, presso il Max Planck Institut. Nel 2000 è diventato professore ordinario all'Università di Roma "La Sapienza".
Cresciuto nell'Associazione Guide e Scouts Cattolici Italiani, ha contribuito nel 1995 alla nascita dei comitati Prodi, nel 2002 dell'associazione Libertà e Giustizia e nel 2005 del comitato promotore del referendum costituzionale che nell'anno successivo ha cancellato le modifiche costituzionali introdotte da Forza Italia, Alleanza Nazionale, Lega Nord e Udc.
Eletto deputato nel 2008, è stato in congedo obbligatorio fino alla fine della legislatura. Nel marzo 2013 ha preferito tornare al lavoro di professore universitario a "La Sapienza". Dal 2023 è in pensione.

### L'assassinio del padre
Ai funerali del padre, nel 1980, durante la preghiera dei fedeli, aveva pronunciato le seguenti parole:
Vogliamo pregare anche per quelli che hanno colpito il mio papà perché, senza nulla togliere alla giustizia che deve trionfare, sulle nostre bocche ci sia sempre il perdono e mai la vendetta, sempre la vita e mai la richiesta della morte degli altri.»

### Carriera politica
Chiamato da Romano Prodi nel febbraio 1995 a coordinare i nascenti "Comitati per l'Italia che vogliamo" a Roma e Provincia,  ha concluso questa prima esperienza politica con le elezioni del 1996, sfidando Gianfranco Fini nel XXIV Collegio Camera della provincia di Roma, perdendo di poco (41.000 voti contro 49.000), e tornando alla ricerca e all'insegnamento universitario.
Più di dieci anni dopo, nell'ottobre 2007, è stato eletto alle primarie del Partito Democratico nella lista di Rosy Bindi al collegio di Roma centro. Alle elezioni politiche dell'aprile 2008 è stato eletto parlamentare alla Camera dei deputati nelle liste del PD. Alle primarie del PD dell'ottobre 2009 è stato eletto al collegio Roma centro nella lista Bersani. È stato dal 2010 al 2012 Presidente del Forum Nazionale Istruzione del PD, dei cui lavori ha presentato a inizio 2013 un rendiconto nel libro "Idee ricostruttive per la scuola".
Nel 2015-2016 è stato membro del comitato scientifico del "Portale di documentazione LGBT" del Dipartimento per le Pari Opportunità della Presidenza del Consiglio dei Ministri, Ufficio Nazionale Antidiscriminazioni Razziali (UNAR).